# 愛し方も分からずに
『愛し方も分からずに』（あいしかたもわからずに）は、東野純直の5枚目のシングル。1994年11月2日にテイチクエンタテインメントから発売。

## 概要
テレビ朝日系情報番組『トゥナイト2』エンディングテーマ、長谷工コーポレーションのコマーシャルソングにも使用された。

## 収録曲
全作曲：東野純直
1. 愛し方も分からずに
  - 作詞：東野純直&琴野詩織、編曲：小西貴雄
2. もうひとつのBIRTHDAY
  - 作詞：澤地隆、編曲：安部潤
3. 愛し方も分からずに（Instrumental）